# Enneasartorite
L'enneasartorite (simbolo IMA: Esat) è un minerale del gruppo della sartorite appartenente alla famiglia dei "solfuri e solfosali" con composizione chimica Tl6Pb32As70S140.

## Etimologia e storia
L'enneasartorite è stata chiamata in questo modo per la sua relazione con la sartorite e per la sua sovrastruttura a nove strati (ennea in greco significa nove) dalla struttura di base da 4,2 Å. In passato è stato usato un nome differente, M-sartorite, per descrivere più di una specie di sartorite: epta-, ennea- ed endecasatroite. La parte del nome sartorite è in onore di Wolfgang Sartorius von Waltershausen (1809 - 1876), professore di mineralogia dell'Università Georg-August di Gottinga, in Germania.

## Classificazione
L'enneasartorite è un minerale riconosciuto dall'Associazione Mineralogica Internazionale (IMA) come specie indipendente nel 2015, quindi non compare nella classica nona edizione della sistematica dei minerali di Strunz, che è stata aggiornata dall'IMA fino al 2009.
Compare nell'edizione successiva, proseguita dal database "mindat.org" e chiamata Classificazione Strunz-mindat, dove l'enneasartorite è elencata nella classe "2. Solfuri e solfosali (solfuri, seleniuri, tellururi; arseniuri, antimoniuri, bismuturi; solfoarseniuri, solfoantimonuri, solfobismuturi, ecc.)" e nella sottoclasse "2.H Solfosali di archetipo SnS"; questa viene ulteriormente suddivisa in base all'eventuale presenza di alcuni metalli nel composto, in modo tale che il minerale possa essere trovato nella sezione "2.HD Con Tl" dove insieme a boscardinite, buynite, dewitite, giuşcăite, gungerite, shimenite e vallouiseite forma il sistema nº 2.HD in attesa di assegnazione di un gruppo.
Anche nella Sistematica dei lapis (Lapis-Systematik) di Stefan Weiß l'enneasartorite è elencata nella classe dei "solfuri e solfosali" e nella sottoclasse dei "solfosali (S : As,Sb,Bi = x)" dove si trova nella sezione dei "solfosali di piombo con As/Sb (x= 2,3 - 1,8)" dove forma il sistema nº II/E.25 insieme ad argentoliveingite, barikaite, carducciite, decatriasartorite, endecasartorite, eptasartorite, guettardite, hyršlite, incomsartorite, liveingite, marumoite, polloneite, rathite, sartorite e twinnite.

## Abito cristallino
L'enneasartorite cristallizza nel sistema monoclino con il gruppo spaziale P21/c (gruppo nº 14) con i parametri reticolari a = 37,612(6) Å, b = 7,8777(12) Å, c = 20,071(3) Å e β = 101,930(2)°.

## Origine e giacitura
L'enneasartorite è stata trovata all'interno della dolomia associata a eptasartorite, rathite e baumhauerite.
Il minerale è molto raro ed è stato trovato solo nella sua località tipo, la cava di "Lengenbach" nella valle di Binn (nel Canton Vallese in Svizzera) e nel deposito di "Vorontsovka" a Turinsk (nell'oblast' di Sverdlovsk in Russia).

## Forma in cui si presenta in natura
L'enneasartorite si presenta in cristalli di forma imperfetta; possiede colore grigio piombo, che diventa grigio-bianco in luce riflessa, con rari riflessi interni rosso scuro; la lucentezza è metallica e lo striscio è marrone scuro.